# 플리퍼 (1996년 영화)
플리퍼(Flipper)는 미국에서 제작된 앨런 샤피로 감독의 1996년 가족, 모험 영화이다. 일라이저 우드 등이 주연으로 출연하였고 로버트 플로리오 등이 제작에 참여하였다.

## 출연

### 주연
- 일라이저 우드
- 폴 호간

### 조연
- 조나단 뱅스
- 로버트 디콘
- 마크 카셀라
- 루크 핼핀
- 첼시 필드
- 제이슨 푸치스
- 제시카 웨슨
- 맬 존스
- 루이스 시거 크럼
- 이삭 하에스
- 앨리슨 베토리노
- 코트니 브라운
- 브라이온 윌리엄스

## 제작진
- 원조: 아서 웨이스
- 공동제작: 콘러드 훌
- 협력프로듀서: 더글러스 C. 메리필드
- 미술: 토머스 A. 월쉬
- 세트: 데이빗 쉴레진저
- 의상: 매튜 제이콥센
- 배역: 줄리 애쉬턴
- 배역: 피오나 맥마스터